# 大阪市立加賀屋東小学校
大阪市立加賀屋東小学校（おおさかしりつ かがやひがし しょうがっこう）は、大阪府大阪市住之江区にある公立小学校。略称「加東（かひがし）」。

## 沿革
地域の児童数の増加のため、1958年に大阪市立加賀屋小学校の分校として現在地に設置された。14年後の1972年に分離独立した。
本校設立時の1972年の児童数は831名で、以後大規模校として歩んできたが、1994年の914名をピークに、昨今の少子化により2013年5月現在、児童数は454名と半減した。
かつては大阪市立住吉市民病院に院内学級を設置していた。独立校としての開校と同時の1972年に設置されたが、院内学級は2010年3月31日に閉鎖されている。

## 通学区域
- 大阪市住之江区 東加賀屋1-2丁目、中加賀屋1-2丁目、西加賀屋1-2丁目。

卒業生は大阪市立加賀屋中学校に進学する。

## 出身者
- 黒田博樹 - プロ野球選手

## 交通
- Osaka Metro四つ橋線 北加賀屋駅 南東へ約400m、玉出駅 南西へ約700m。
- 南海本線 粉浜駅 北西へ約800m。
- 大阪シティバス 東加賀屋一丁目バス停。